# Horst-Dieter Fischer
Horst-Dieter Fischer (* 5. Dezember 1943 in Aue; † 18. Februar 2020 in Bosau) war ein deutscher Ministerialbeamter und Politiker (SPD). Er war von 1991 bis 2000 Landrat des Kreises Ostholstein und von 2001 bis 2010 Staatssekretär im Ministerium für Arbeit, Soziales, Gesundheit und Verbraucherschutz des Landes Schleswig-Holstein.

## Leben
Nach dem Abitur 1963 in Kiel absolvierte Fischer eine Ausbildung zum allgemeinen gehobenen Verwaltungsdienst beim Land Schleswig-Holstein, die er 1966 abschloss. Danach war er bis 1991 im schleswig-holsteinischen Innenministerium tätig, zuletzt als Leiter des Ministerbüros. Während seiner Beamtenlaufbahn stieg er in den höheren Dienst auf.
Fischer zog Anfang der 1990er Jahre nach Bosau. Vom 11. Juli 1991 bis zum 31. Dezember 2000 war er Landrat des Kreises Ostholstein. Er wurde am 1. Januar 2001 als Staatssekretär ins schleswig-holsteinische Sozialministerium berufen und übte diese Funktion bis zu seinem Eintritt in den Ruhestand 2010 aus. Ferner war er Mitglied im Aufsichtsrat des Universitätsklinikums Schleswig-Holstein und Mitglied im Verwaltungsrat der Investitionsbank Schleswig-Holstein.
Neben seinen politischen und verwaltungstechnischen Aufgaben beschäftigte sich Fischer mit dem Blues. Er unterstützte das Eutiner Bluesfest und war bis 2013 Vorstandsmitglied des Baltic Blues e.V.